# Bartłomiej Gliniecki
Bartłomiej Gliniecki – polski prawnik, doktor habilitowany nauk społecznych w dyscyplinie nauki prawne, profesor uczelni w Uniwersytecie Gdańskim, specjalności naukowe: prawo handlowe, prawo bankowe, prawo cywilne, prawo gospodarcze.

## Życiorys
W 2007 ukończył studia prawnicze na Wydziale Prawa i Administracji Uniwersytetu Gdańskiego. Tam też na podstawie napisanej pod kierunkiem Jerzego Ciszewskiego rozprawy pt. Konstrukcja prawna umowy deweloperskiej otrzymał w 2011 stopień naukowy doktora nauk prawnych (dyscyplina: prawo, specjalność:prawo handlowe). Na tym samym wydziale podstawie dorobku naukowego oraz rozprawy pt. Mieszkaniowy rachunek powierniczy. Analiza cywilnoprawna uzyskał w 2019 stopień doktora habilitowanego nauk społecznych w dyscyplinie nauki prawne (specjalności:prawo handlowe, prawo cywilne i handlowe, prawo cywilne i gospodarcze, prawo bankowe).
Został profesorem uczelni w Uniwersytecie Gdańskim na Wydziale Prawa i Administracji w Katedrze Prawa Handlowego i Międzynarodowego Prawa Prywatnego.